# Theuville (Eure i Loir)
Theuville és un municipi francès, situat al departament de l'Eure i Loir i a la regió de Centre – Vall del Loira. L'any 2007 tenia 408 habitants.

## Demografia

### Població
El 2007 la població de fet de Theuville era de 408 persones. Hi havia 164 famílies, de les quals 47 eren unipersonals (31 homes vivint sols i 16 dones vivint soles), 35 parelles sense fills, 70 parelles amb fills i 12 famílies monoparentals amb fills.
La població ha evolucionat segons el següent gràfic:
Habitants censats

### Habitatges
El 2007 hi havia 192 habitatges, 165 eren l'habitatge principal de la família, 13 eren segones residències i 14 estaven desocupats. Tots els 192 habitatges eren cases. Dels 165 habitatges principals, 151 estaven ocupats pels seus propietaris, 12 estaven llogats i ocupats pels llogaters i 2 estaven cedits a títol gratuït; 9 tenien dues cambres, 11 en tenien tres, 34 en tenien quatre i 111 en tenien cinc o més. 138 habitatges disposaven pel capbaix d'una plaça de pàrquing. A 58 habitatges hi havia un automòbil i a 96 n'hi havia dos o més.

### Piràmide de població
La piràmide de població per edats i sexe el 2009 era:
| Homes | Edats   | Dones |
| ----- | ------- | ----- |
| 0     | 95 o +  | 0     |
| 0     | 90 a 94 | 0     |
| 0     | 85 a 89 | 0     |
| 4     | 80 a 84 | 4     |
| 0     | 75 a 79 | 0     |
| 12    | 70 a 74 | 16    |
| 12    | 65 a 69 | 16    |
| 8     | 60 a 64 | 8     |
| 8     | 55 a 59 | 8     |
| 16    | 50 a 54 | 12    |
| 28    | 45 a 49 | 20    |
| 12    | 40 a 44 | 28    |
| 16    | 35 a 39 | 4     |
| 12    | 30 a 34 | 20    |
| 16    | 25 a 29 | 12    |
| 28    | 20 a 24 | 8     |
| 8     | 15 a 19 | 16    |
| 12    | 10 a 14 | 20    |
| 8     | 5 a 9   | 12    |
| 16    | 0 a 4   | 12    |

## Economia
El 2007 la població en edat de treballar era de 264 persones, 212 eren actives i 52 eren inactives. De les 212 persones actives 201 estaven ocupades (111 homes i 90 dones) i 12 estaven aturades (5 homes i 7 dones). De les 52 persones inactives 23 estaven jubilades, 15 estaven estudiant i 14 estaven classificades com a «altres inactius».

### Ingressos
El 2009 a Theuville hi havia 172 unitats fiscals que integraven 440 persones, la mediana anual d'ingressos fiscals per persona era de 19.644 €.

### Activitats econòmiques
Dels 17 establiments que hi havia el 2007, 1 era d'una empresa de fabricació d'altres productes industrials, 7 d'empreses de construcció, 2 d'empreses de comerç i reparació d'automòbils, 3 d'empreses de transport, 1 d'una empresa d'hostatgeria i restauració, 2 d'empreses de serveis i 1 d'una empresa classificada com a «altres activitats de serveis».
Dels 6 establiments de servei als particulars que hi havia el 2009, 2 eren paletes, 3 fusteries i 1 restaurant.
L'any 2000 a Theuville hi havia 16 explotacions agrícoles.

## Equipaments sanitaris i escolars
El 2009 hi havia una escola elemental.

## Poblacions més properes
El següent diagrama mostra les poblacions més properes.